# Диктатор
Диктатор (лат. dictator від dicto — диктую, наказую) — термін, який залежно від контексту може означати:
- У Стародавньому Римі посадову особу, наділену усією повнотою державної влади, що призначалася за пропозицією сенату у випадку зовнішньої чи внутрішньої небезпеки, яка загрожувала республіці (для ведення війни, придушення повстання й т. ін.).
- Особу, жорсткий, авторитарний керівник. Людина, наділена необмеженою владою у сфері управління чи економіки. Раніше слово «тиран» тепер використовується приблизно так само, як термін «диктатор».
- Переносно — того, хто ігнорує колегіальність, допускає грубе адміністрування.

## Давньоримські диктатори
- Докладніше: Диктатор (Стародавній Рим)

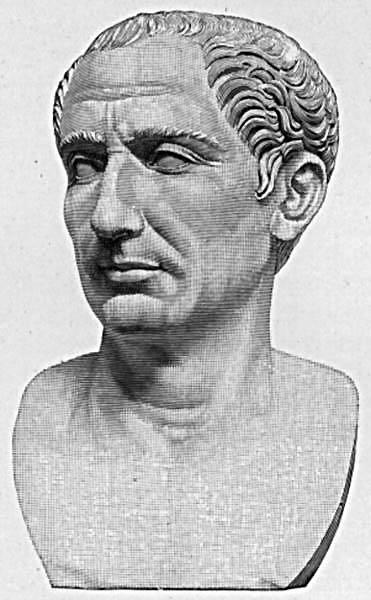
Гай Юлій Цезар

У Стародавньому Римі процедура призначення диктатора полягала в наступному: Сенат виносив так званий «надзвичайний сенатуськонсульт (ухвала)», що виражався у формулі: «Хай консули приймуть заходи, щоб держава не зазнала збитку». Після цього консули називали ім'я диктатора і негайно розпускали своїх лікторів, які всі переходили до диктатора (диктатори мали 24 ліктора, тоді як консули — по 12); таким чином вони виявлялися перед диктатором пересічними громадянами, і він мав над ними право життя і смерті, як і над всіма громадянами, окрім народних трибунів. Після призначення, диктатор вибирав собі помічника — начальника кінноти.
Диктатор призначався строком на 6 місяців, а якщо поставлене завдання виконував швидше, то складав свої повноваження. На момент здійснення своїх повноважень він володів всією повнотою державної влади. При призначенні диктатора до його титулу завжди додавалася причина його обрання (наприклад, диктатор, що обирався на випадок військової небезпеки, — Dictator rei gerundae causa, тобто диктатор для ведення війни).
На вирок диктатора до IV століття до н. е. не можна було подати апеляцію народному зібранню (коміції).
Зазвичай диктаторові підкорялися всі посадовці, включаючи консулів.
Після складання своїх повноважень диктатора можна було притягнути до відповідальності.
Спочатку на посаду диктатора могли призначатися тільки патриції, але від 356 до н. е. — також плебеї.
Іноді диктатор обирався для виконання якого-небудь одного доручення, наприклад, «диктатор для забиття цвяха» (релігійний ритуал під час свята).
У період пізньої республіки Сулла й Цезар були призначені диктаторами без обмеження терміну (dictator perpetuus). У цей час посада диктатора набула монархічного характеру.
Була відмінена в 44 до н. е. Марком Антонієм.

## Новітній час

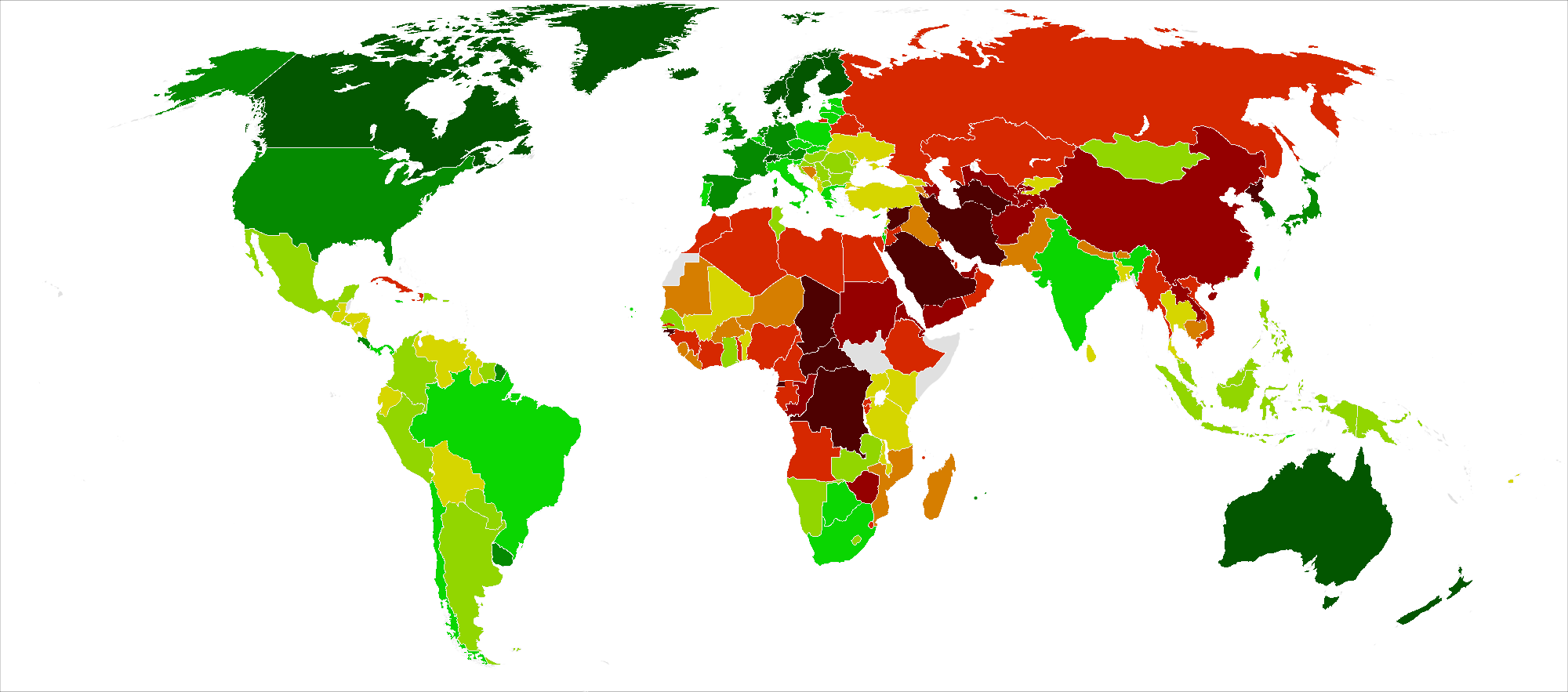

У новітній час диктатура розділилася на диктатуру правого спрямування і диктатуру лівого спрямування. Правими Диктаторами були: Беніто Муссоліні, Адольф Гітлер, Франсіско Франко, Антоніу де Олівейра Салазар, Августо Піночет, Іон Антонеску, Володимир Путін та інші. Лівими   диктаторами були Йосиф Сталін, Мао Цзедун, Пол Пот, Іді Амін, Мобуту Сесе Секо, Саддам Хусейн, Ніколае Чаушеску, Фідель Кастро, Кім Ір Сен, Кім Чен Ір, Кім Чен Ин, Муаммар Каддафі, Олександр Лукашенко, та інші.
Хоча є й інша точка зору, яка розглядає всі так звані диктатури лівого спрямування як узурпації, деспотії чи то тиранії.[джерело?]

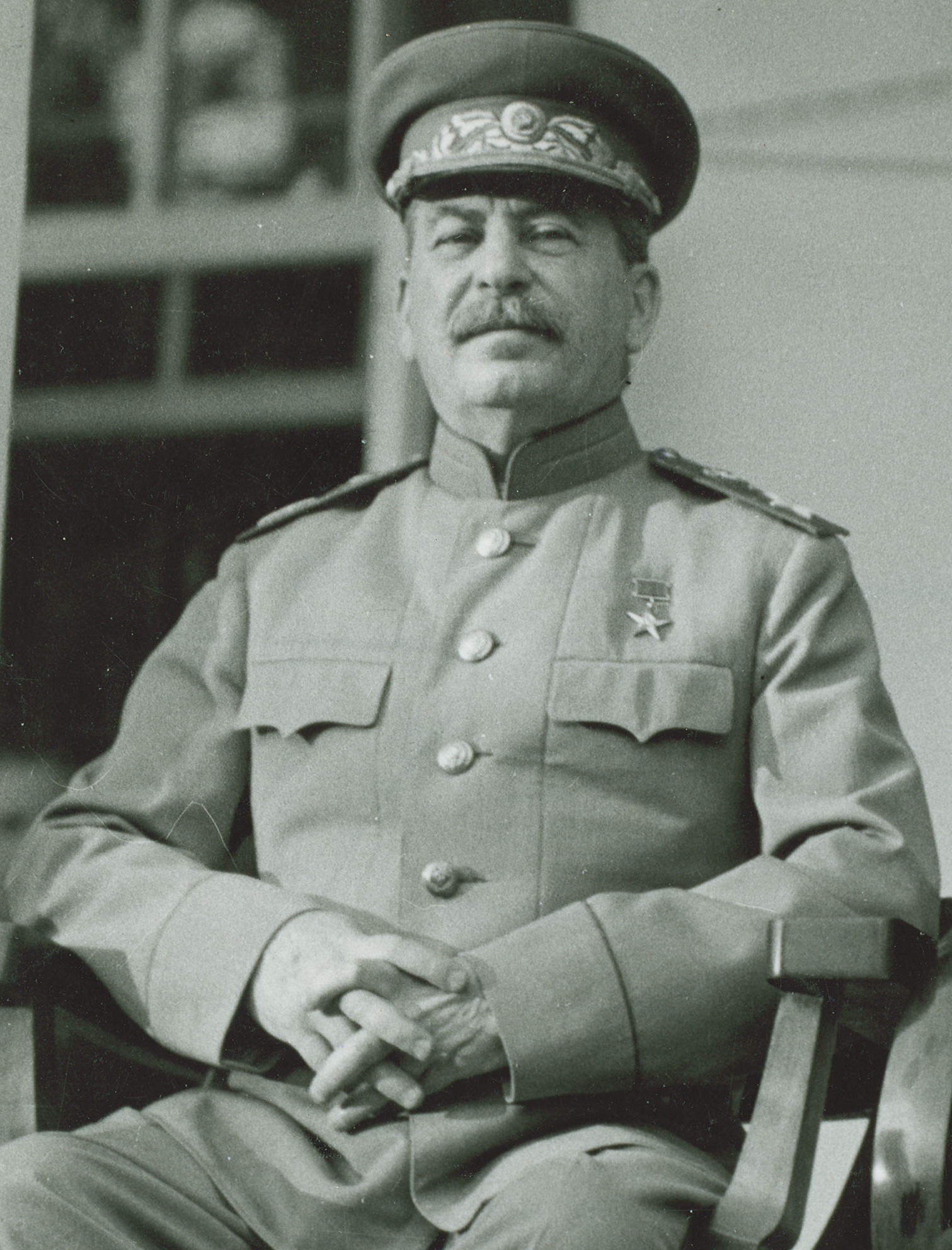
Йосип Сталін, диктатор СРСР (1924—1953)
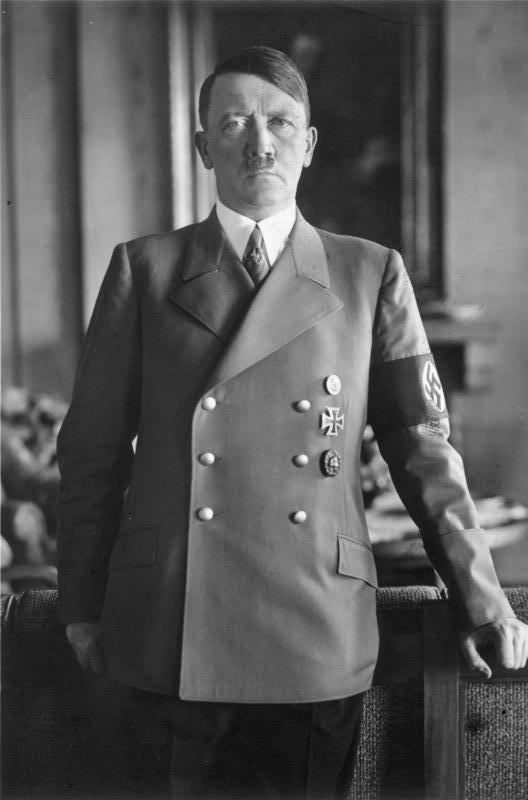
Адольф Гітлер, диктатор Німеччини (1933—1945)
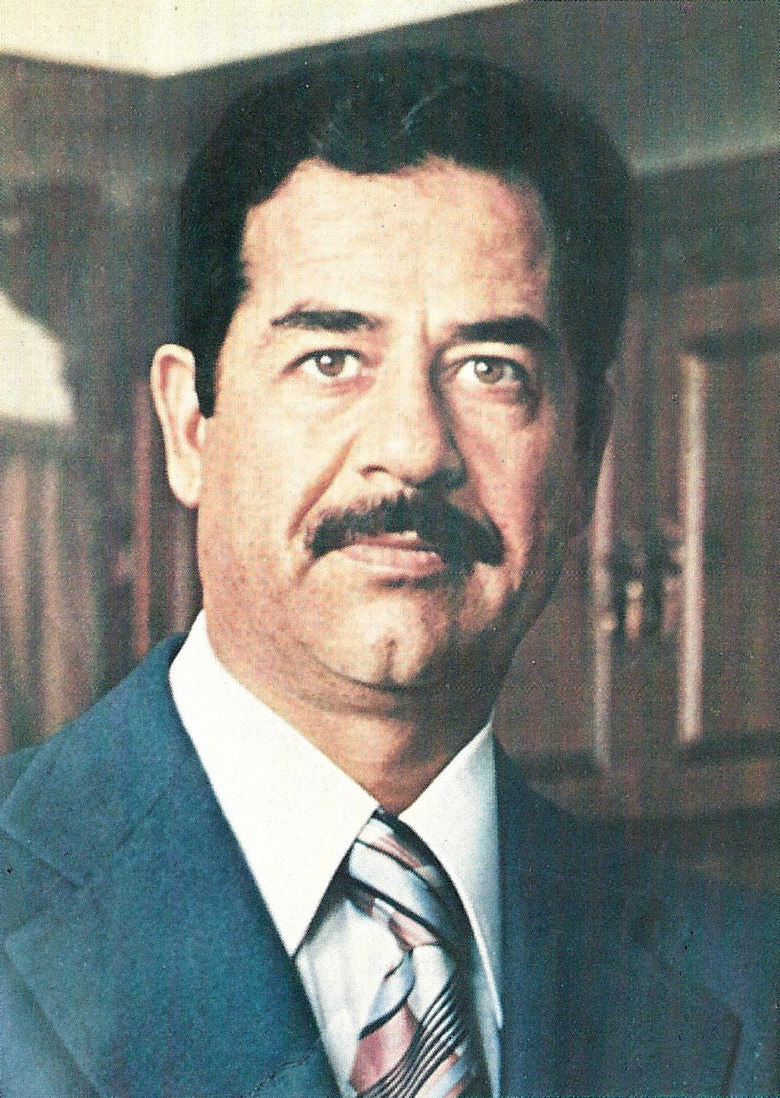
Саддам Хусейн, диктатор Іраку (1979—2003)
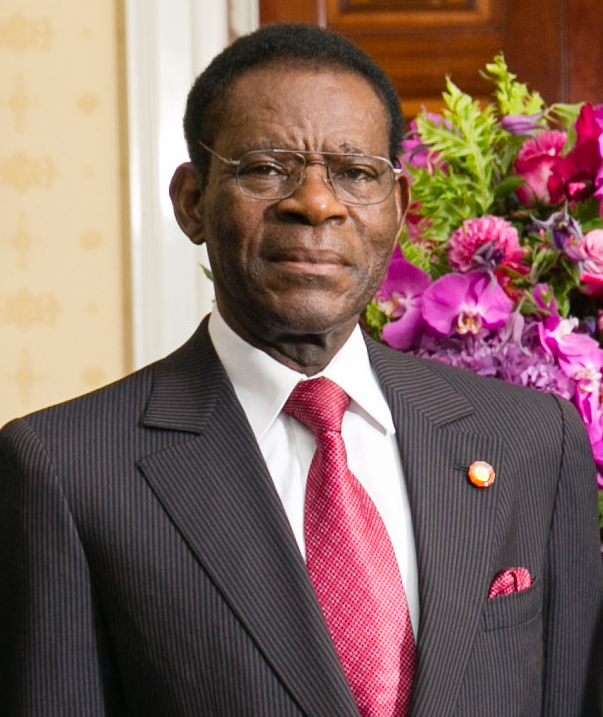
Теодоро Обіанг Нгема Мбасого, керує Екваторіальною Гвінеєю з 1979 року
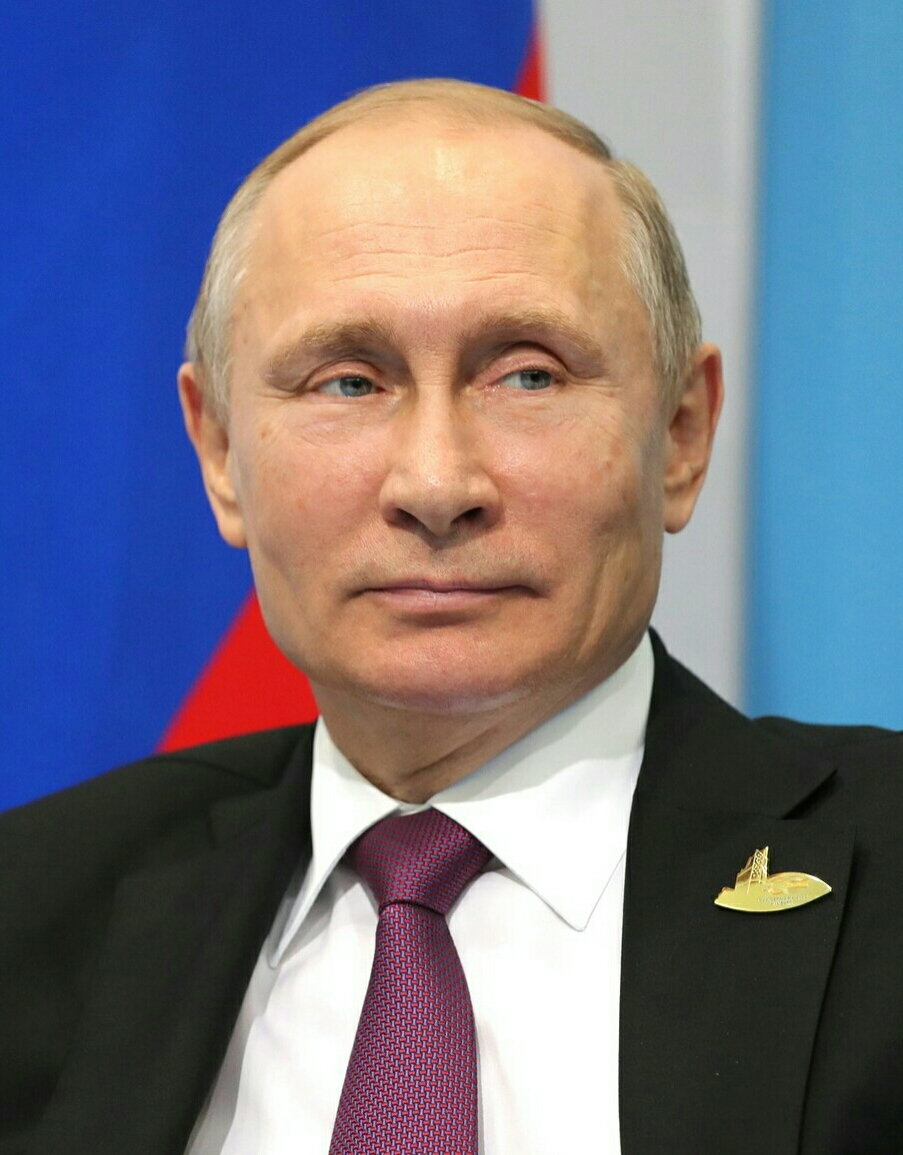
Володимир Путін, президент та диктатор Росії (2000—2008, з 2012)
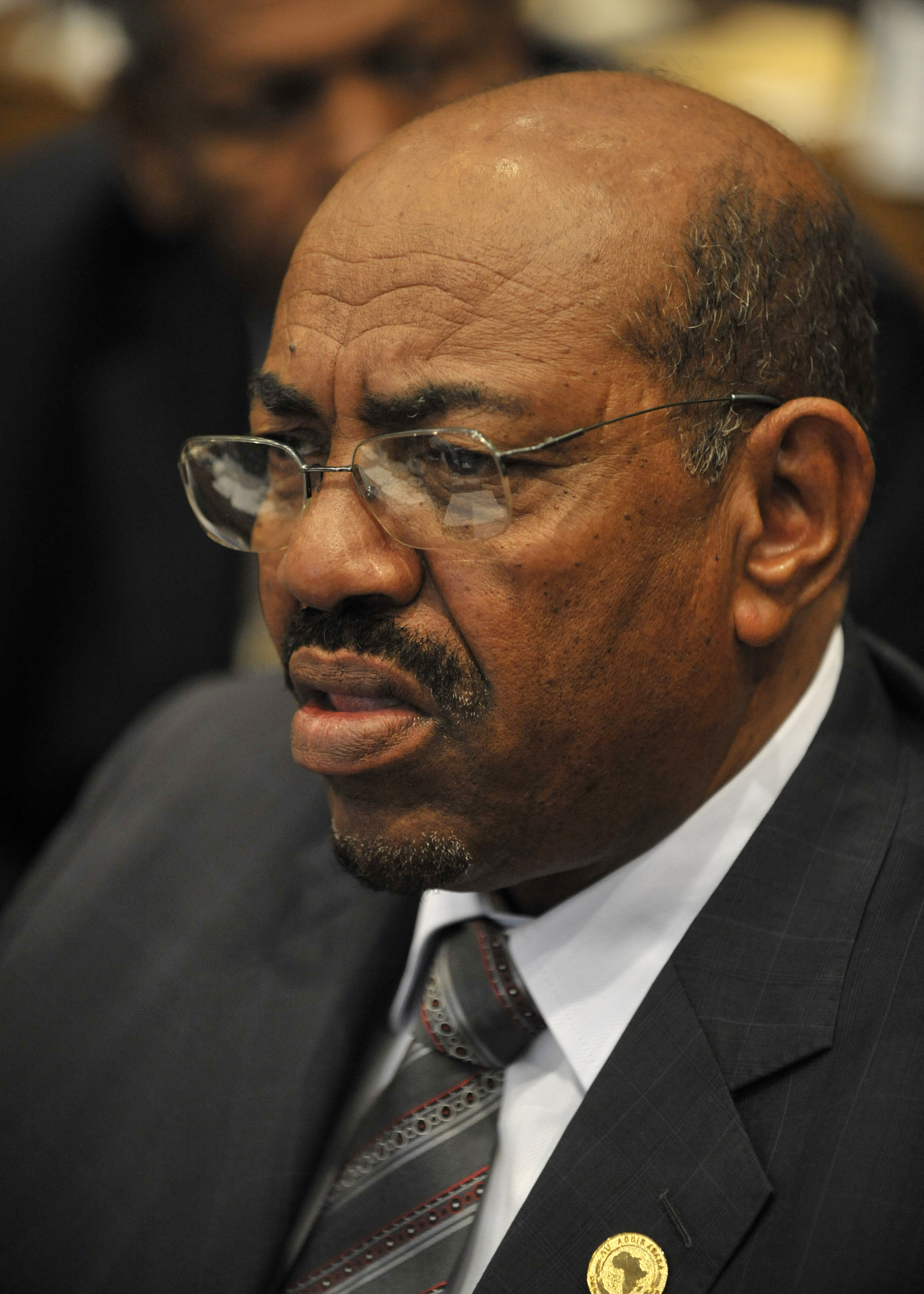
Президент Судану (1989—2019) Омар аль-Башир. У 2009—2010 роках Міжнародний кримінальний суд видав кілька ордерів на його арешт[3].
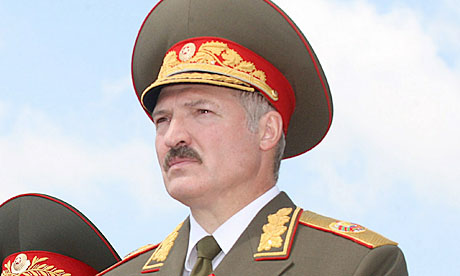
Олександр Лукашенко відомий як останній диктатор Європи[4].
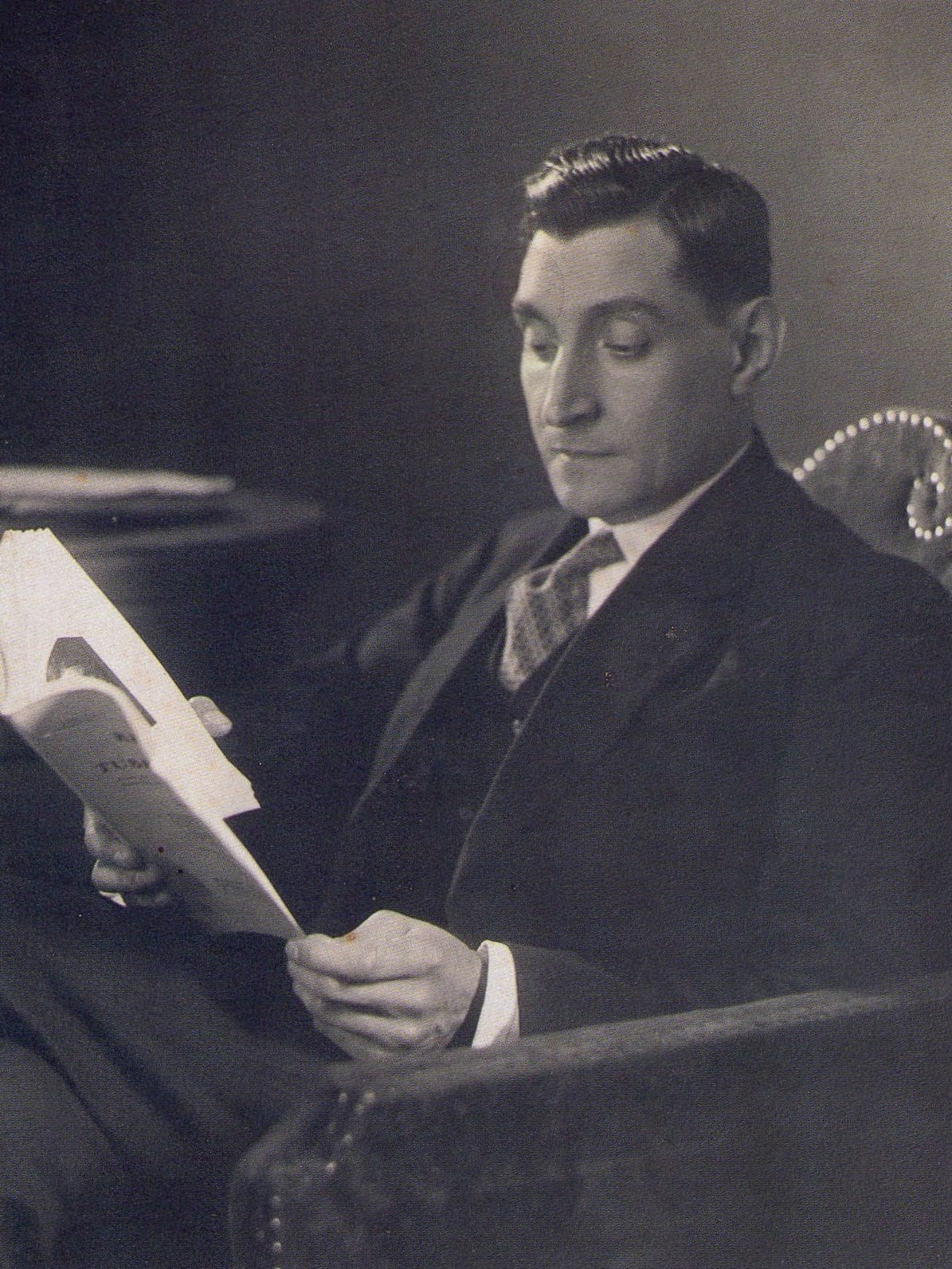
Антоніу де Олівейра Салазар, диктатор Португалії (1932—1968)